# Oleksandr Volovyk
Oleksandr Volovyk (Oekraïens: Олександр Ігорович Воловик) (Krasyliv, 28 oktober 1985) is een Oekraïens voormalig voetballer, die bij voorkeur als verdediger speelde. Hij kwam uit voor onder meer FK Sjachtar Donetsk en OH Leuven.

## Carrière
In 2006 vertrok Volovyk naar Metaloerh Donetsk, waar hij op 4 maart 2007 zijn debuut op het hoogste niveau maakte. In juni 2007 werd hij tot het einde van het kalenderjaar verhuurd aan tweede divisionist Stal Altsjevsk, waar hij vijf doelpunten scoorde in achttien wedstrijden. Na zijn terugkeer bij Metaloerh Donetsk was hij jarenlang een vaste waarde in het elftal.
Op 10 juni 2013 tekende Volovyk een contract bij Sjachtar Donetsk. Na twee jaar, waarin hij tot slechts 4 competitieduels kwam, werd hij op 20 augustus 2015 voor de rest van het seizoen verhuurd aan OH Leuven.
Op 20 februari 2017 verhuisde hij transfervrij naar Kazachstan, waar hij speelde voor achtereenvolgens Aqtöbe FK, en Aqjaıyq FK. In 2018 keerde de verdediger terug naar Oekraïne, waar hij nog vier jaar speelde voor Podillya Khmelnytskyi alvorens zijn voetbalschoenen aan de wilgen te hangen. 

## Erelijst
| Premjer Liha | 1 | 2013/14 |